# Универзитет Синергија
Универзитет Синергија је приватни универзитет у Бијељини. Основан је 2005. године, уз сагласност Министарства просвјете и културе Републике Српске и уз подршку Универзитета Сингидунум из Београда.

## Студије
Универзитет Синергија је акредитован од стране Агенције за акредитацију високошколских установа Републике Српске. На Универзитету Синергија се реализују академске студије следећих нивоа:
- Основне студије у трајању од четири године
- Мастер студије у трајању од једне године

## Факултети
- Факултет за пословну економију
  - Пословна економија
  - Туризам и хотелијерство
- Факултет за рачунарство и информатику
  - Рачунарство и информатика
  - Информационе технологије
- Правни факултет
  - Право
- Филолошки факултет
  - Англистика

## Сертификати
На Универзитету Синергија се могу стећи бројни међународно признати сертификати попут:
- Oracle[4]
- МикроТик[5]
- Microsoft IT Academy[6]
- Cisco[7]
- Amadeus[8]
- Galileo[9]
- PET и BEC Preliminary сертификати за енглески језик[10]
- PLIDA сертификат за италијански језик[11]